# باسکو وانگ
باسکو وانگ (انگلیسی: Bosco Wong؛ زادهٔ ۱۳ دسامبر ۱۹۸۰) بازیگر و خواننده اهل هنگ کنگ است. وانگ همچنین صاحب رستورانی به نام اویسترماین در هنگ کنگ است.

او در سال ۲۰۱۴ برندهٔ جایزه سالیانه تی‌وی‌بی شد.